# Norman Josiffe
Norman Josiffe (Sidcup, Kent, 12 de febrero de 1940), más conocido en los medios de comunicación como Norman Scott, es un ex mozo de cuadra y modelo inglés que fue una figura clave en el asunto Thorpe, un gran escándalo político británico de la década de 1970.

## Primeros años
Jossiffe es hijo de Ena Dorothy Josiffe (de soltera Lynch anteriormente Merritt, 1907-1985), y Albert Norman Josiffe (1908-1983) su segundo marido, quien abandonó a su esposa e hijo poco después del nacimiento de Norman. Educado en Bexleyheath, más tarde cambió su apellido a "Lianche-Josiffe" modificando el apellido de soltera de su madre, Lynch, y durante un tiempo se llamó a sí mismo "Hon Norman Lianche-Josiffe". Cuando Jeremy Thorpe, MP, lo llevó a quedarse con su madre, Ursula Thorpe, se presentó como "Peter Johnson".
Josiffe trabajaba como novio para Brecht Van de Vater (nacido Norman Vivian Vater), en Kingham Stables en Chipping Norton, Oxfordshire, en 1961 cuando conoció a Thorpe, un amigo de Vater. Después de dejar su trabajo en los establos de Vater, Josiffe sufrió una enfermedad mental y pasó un tiempo en un hospital psiquiátrico. El 8 de noviembre de 1961, una semana después de darse de alta de la clínica Ashurst en Oxford, fue a la Cámara de los Comunes en Londres para ver a Thorpe. Estaba sin un centavo, sin hogar y, peor aún, había dejado el empleo de Vater sin su tarjeta de seguro nacional que, en ese momento, era esencial para obtener un trabajo regular y acceder a las prestaciones sociales y de desempleo. Thorpe prometió que ayudaría. Fue entonces cuando supuestamente comenzó la relación entre los dos hombres. Thorpe le dio el apodo de "Conejitos" pero siempre negó cualquier elemento físico en la relación. Sin embargo, las afirmaciones de Josiffe de maltrato por parte de Thorpe llevaron a que fuera denunciado a la policía, en el transcurso de la cual se reveló la relación.
La relación supuestamente condujo indirectamente al intento de asesinato de Josiffe en 1975, quien para entonces se hacía llamar Norman Scott. Su atacante, Andrew Newton, fue arrestado después de matar a tiros al perro de Josiffe, Rinka, pero no fue hasta más tarde que las acusaciones de Josiffe contra Thorpe se hicieron públicas. Aunque la Ley de Delitos Sexuales de 1967 había despenalizado los actos homosexuales en la mayor parte del Reino Unido, y aunque Thorpe y otros tres fueron absueltos de conspiración para asesinar en su juicio de 1979, el escándalo resultante perdió a Thorpe su apoyo popular y se vio obligado a dimitir como líder del Partido Liberal.
El biógrafo de Thorpe, Michael Bloch, describió a Josiffe como un mentiroso y un fantasioso. Fue interpretado por Ben Whishaw en la miniserie de la BBC de 2018 A Very English Scandal, basada en un libro de 2016 de John Preston; Scott comentó a The Irish News: "Me retratan como esta pobre, picarona, pequeña persona gay . . . También me veo como un debilucho y nunca he sido un debilucho". El director de la miniserie, Stephen Frears, ha descrito a Scott como "errático", afirmando que sus reacciones tanto al libro como a la serie de televisión son inconsistentes.

## Vida posterior
El 13 de mayo de 1969, después de su relación con Thorpe, Josiffe (que ahora se hace llamar Scott) se casó con Angela Mary Susan Myers (1945-1986), cuñada del actor de comedia inglés Terry-Thomas. Susan Scott ya tenía dos meses de embarazo en el momento de su matrimonio y su familia no apoyó el matrimonio: su madre y su hermana se negaron a asistir a la ceremonia y el Capitán Myers (su suegro) denunció a Scott como homosexual en la boda. recepción indicando que el matrimonio "estaba condenado". La pareja tuvo un hijo, Diggory Benjamin W. Scott, que nació más tarde en 1969 en Spilsby, Lincolnshire. Susan dejó a Scott en 1970 y posteriormente se divorció de él. Se volvió a casar en 1975 y murió en 1986.
Mientras vivía en Tal-y-Bont en el norte de Gales, donde encontró un trabajo informal, Scott conoció en 1971 a la viuda Gwen Parry-Jones, cuyo difunto esposo había sido soldado en la Guardia de Gales. Ella era una ex directora de correos de la aldea local y era una conocida de la diputada liberal Emlyn Hooson. Parry-Jones organizó una reunión con Hooson, quien entrevistó a Scott (con el diputado liberal David Steel ) sobre su relación con Thorpe y comenzó sus propias investigaciones, pero no pudo fundamentar las acusaciones. Después de la ruptura de su relación con Scott, Parry-Jones se deprimió mucho. En 1972, su tía no obtuvo respuesta en su casa durante varias semanas y la policía descubrió que había muerto, lo que el forense registró posteriormente como intoxicación por alcohol. Su cuerpo estaba muy descompuesto, agravado por dejar la calefacción central encendida.
Scott testificó en el juicio de Thorpe en 1979 y luego se retiró a la oscuridad. En el momento de la muerte de Thorpe en 2014, vivía en Irlanda, pero en el momento de la dramatización de 2018 había regresado al Reino Unido para vivir en Devon.

### Citas
1. ↑  General Register Office; United Kingdom; Birth Register Indexes; Reference: Volume 2a, Page 2064
2. 1 2  General Register Office. England and Wales Civil Registration Indexes. Londres, Inglaterra: General Register Office. Bromley, Q4
3. ↑   General Register Office. England and Wales Civil Registration Indexes. Londres, Inglaterra: General Register Office. Dartford, Q2
4. ↑  General Register Office. England and Wales Civil Registration Indexes. Londres, Inglaterra: General Register Office. Bromley, Q2
5. ↑  Simon Freeman with Barrie Penrose: Rinkagate: The Rise and Fall of Jeremy Thorpe. Bloomsbury, 1996. p 37.
6. 1 2  «Murder most Liberal». The Telegraph. 19 de octubre de 1996. Archivado desde el original el 18 de diciembre de 2009. Consultado el 28 de mayo de 2018.
7. ↑  Leonard Downie, Jr. (3 de junio de 1979). «Murder Conspiracy Trial Leaves Thorpe a Ruined Man». Washington Post. Consultado el 28 de mayo de 2018.
8. ↑  «Murder most Liberal». telegraph.co.uk. 18 de octubre de 1996. Archivado desde el original el 18 de diciembre de 2009. Consultado el 9 de julio de 2018.
9. ↑  Freeman and Penrose, pp. 40–43
10. ↑  «Who was Norman Scott and what was his relationship with Jeremy Thorpe?». Radio Times. Consultado el 28 de mayo de 2018.
11. 1 2  Ash Percival (20 de mayo de 2018). «'A Very English Scandal': The Real Story Of Jeremy Thorpe, Norman Scott And The Alleged Murder Plot That Rocked British Politics». HuffPost. Consultado el 28 de mayo de 2018.
12. 1 2  Gordon Rayner (4 de diciembre de 2014). «Jeremy Thorpe scandal: where are they now?». p. The Telegraph. Consultado el 28 de mayo de 2018.
13. ↑  Preston, John (2016). A Very English Scandal. London: Viking. pp. 207-8. ISBN 978-0-241-21572-2.
14. ↑  Andrew Rawnsley (18 de enero de 2015). «Jeremy Thorpe review – Michael Bloch's gripping and insightful biography». The Guardian. Consultado el 28 de mayo de 2018.
15. ↑  Emma Nolan (21 de mayo de 2018). «A Very English Scandal: Who was Norman Scott? Who was his wife?». The Express. Consultado el 28 de mayo de 2018.
16. ↑  Chris Mullin (9 de mayo de 2016). «A Very English Scandal review – Jeremy Thorpe's fall continues to fascinate». The Guardian. Consultado el 31 de diciembre de 2019.
17. ↑  «Norman Scott criticises 'weakling' portrayal in BBC's A Very English Scandal». The Irish News. 6 de mayo de 2018. Consultado el 28 de mayo de 2018.
18. ↑  Mark Brown (3 de junio de 2018). «Stephen Frears queries reopening of Jeremy Thorpe investigation». The Guardian. Consultado el 31 de diciembre de 2019.
19. ↑   General Register Office. England and Wales Civil Registration Indexes. Londres, Inglaterra: General Register Office. Kensington, Q2
20. ↑  General Register Office. England and Wales Civil Registration Indexes. Londres, Inglaterra: General Register Office. Spilsby, Junio de 1986; birth registration not traced
21. ↑  General Register Office. England and Wales Civil Registration Indexes. Londres, Inglaterra: General Register Office. Spilsby, Junio de 1986
22. ↑  General Register Office. England and Wales Civil Registration Indexes. Londres, Inglaterra: General Register Office. Spilsby, Q4
23. 1 2  «Did Norman Scott really get married and have a baby?». Radio Times. Consultado el 28 de mayo de 2018.
24. ↑  Helen Rumbelow (12 de abril de 2018). «Jeremy Thorpe tried to kill me — Norman Scott on the scandal that shook Seventies Britain». The Times. Consultado el 3 de junio de 2018.